# Michael Shank
Michael Shank (Columbus, Ohio; 22 de septiembre de 1966) es un piloto estadounidense de automovilismo y propietario de un equipo de carreras. Antes de dejar la conducción para centrarse en su equipo, el Meyer Shank Racing (antes Michael Shank Racing), participó en 1997 en la carrera Las Vegas 500K de la temporada 1996–97 de la Indy Racing League en Las Vegas Motor Speedway. Comenzó a competir en 1989, ganando el premio SCCA al conductor Novato de la Región de Valle del Ohio.  También ganó el Campeonato de 1996 Players /Toyota Atlántic.